# Вулиці Калуша

## Список вулиць Калуша
| Назва                       | Тип      | Колишня назва                                                                                      | Мікрорайон  |
| Андрусяка                   | вулиця   | Боткіна                                                                                            | Височанка   |
| Антонича Богдана-Ігоря      | вулиця   | Менжинського                                                                                       | Новий Калуш |
| Аркаса Миколи               | вулиця   | Бічна Павлова                                                                                      | Височанка   |
| Бабія Олеся                 | вулиця   | Тургенєва                                                                                          | Височанка   |
| Бажана                      | вулиця   | | Височанка   |
| Бандери Степана             | вулиця   | Станіславська, Міцкевича, Перацького, Станіславська, Терешкової, Ніколаєвої-Терешкової, Терешкової | Середмістя  |
| Банянська                   | вулиця   | Космодем'янської                                                                                   | Баня        |
| Баюрака Василя              | вулиця   | Поштова № 3, Правди                                                                                | Хотінь      |
| Белея                       | вулиця   | Надсівкою, 8 березня                                                                               | Новий Калуш |
| Березовського               | вулиця   | Гулака-Артемовського                                                                               | Височанка   |
| Біласа і Данилишина         | вулиця   | Загробище, Горького                                                                                | Новий Калуш |
| Бобинського                 | вулиця   | Помірки, Куйбишева                                                                                 | Новий Калуш |
| Богомольця                  | вулиця   | | Підгірки    |
| Богуна Івана                | вулиця   | | Підгірки    |
| Бойківська                  | вулиця   | | Хотінь      |
| Бортнянського Дмитра        | вулиця   | | Підгірки    |
| Братів Дяченків             | вулиця   | Турбінова, 3-го вересня, 17 вересня                                                                | Загір'я     |
| Братів Козаків              | вулиця   | Громової                                                                                           | Підгірки    |
| Брукована                   | вулиця   | Брукована, Щорса                                                                                   | Загір'я     |
| Будівельників               | вулиця   | | Новий Калуш |
| Вербицького Михайла         | вулиця   | Шостаковича                                                                                        | Височанка   |
| Верховинська                | вулиця   | | Новий Калуш |
| Вигнута                     | вулиця   | | Загір'я     |
| Виговського Івана           | вулиця   | Кутузова                                                                                           | Баня        |
| Винниченка Володимира       | вулиця   | Торговиця, Севастопольська, пр. Леніна                                                             | Середмістя  |
| Височана Семена             | вулиця   | Гайдара                                                                                            | Підгірки    |
| Височанка                   | вулиця   | Височанка, Садовнікова                                                                             | Височанка   |
| Остапа Вишні                | вулиця   | | Височанка   |
| Відоняка                    | вулиця   | Водотягова, Мануїльського                                                                          | Загір'я     |
| Вітовського Дмитра          | вулиця   | Боженка, Новий Калуш, Пархоменка                                                                   | Баня        |
| Воликовича                  | вулиця   | Комсомольська, Тимошенка, Величковича                                                              | Середмістя  |
| Володимира Великого         | вулиця   | Ломоносова                                                                                         | Височанка   |
| Волошина                    | вулиця   | Бічна Поповича                                                                                     | Загір'я     |
| Вороного Миколи             | вулиця   | Комарова                                                                                           | Підгірки    |
| Гайдамацька                 | вулиця   | Леніна, Плеханова                                                                                  | Хотінь      |
| Галечко Софії               | вулиця   | | Новий Калуш |
| Галицька                    | вулиця   | | Височанка   |
| Данила Галицького           | вулиця   | Конєва                                                                                             | Підгірки    |
| Ганущак Юлії                | вулиця   | Бічна, Чайковського                                                                                | Баня        |
| Героїв                      | площа    | барона Гірша, Ринок, площа Леніна                                                                  | Середмістя  |
| Героїв Крут                 | вулиця   | Поштова № 2, Декабристів                                                                           | Хотінь      |
| Героїв України              | вулиця   | Погиблиця, Пушкіна                                                                                 | Новий Калуш |
| Гірника Олекси              | вулиця   | Загірська, Ушакова                                                                                 | Загір'я     |
| Гірнича                     | вулиця   | | Хотінь      |
| Гірська                     | вулиця   | | Височанка   |
| Глібова Леоніда             | вулиця   | Копанецька                                                                                         | Новий Калуш |
| Гнатюка Володимира          | вулиця   | Челюскінців                                                                                        | Хотінь      |
| Гоголя Миколи               | вулиця   | Міщанська                                                                                          | Середмістя  |
| Головацького Якова          | вулиця   | Колгоспна, Белінського                                                                             | Хотінь      |
| Гонти Івана                 | вулиця   | | Новий Калуш |
| Грабівського                | вулиця   | Добровольського                                                                                    | Підгірки    |
| Грабовецького Володимира    | вулиця   | Іскри                                                                                              | Загір'я     |
| Грабовського Павла          | вулиця   | Толстого                                                                                           | Баня        |
| Грушевського Михайла        | вулиця   | Колійова, Жаб’я, Словацького, Калініна, Залізнична, Калініна                                       | Середмістя  |
| Гузара Любомира             | вулиця   | Врубеля                                                                                            | Підгірки\|- |
| Гулака                      | вулиця   | | Загір'я     |
| Гулака-Артемовського Семена | вулиця   | | Височанка   |
| Гуцульська                  | вулиця   | Нова                                                                                               | Хотінь      |
| Дзвонарська                 | вулиця   | Сівецька, Молотова, Семанишина                                                                     | Середмістя  |
| Добрівлянська               | вулиця   | Добрівлянська, Ворошилова, Чкалова                                                                 | Середмістя  |
| Довбуша Олекси              | вулиця   | Поштова № 4                                                                                        | Хотінь      |
| Довженка Олександра         | вулиця   | | Загір'я     |
| Долинська                   | вулиця   | Долинянська, Жукова, К. Маркса                                                                     | Середмістя  |
| Дорошенка Петра             | вулиця   | Чертеж, Фурманова                                                                                  | Загір'я     |
| Драгоманова Михайла         | вулиця   | | Новий Калуш |
| Дрогобича Юрія              | вулиця   | | Підгірки    |
| Європейська                 | вулиця   | | Середмістя  |
| Євшана Миколи               | вулиця   | Сапункова                                                                                          | Новий Калуш |
| Залізнична                  | вулиця   | | Хотінь      |
| Залізняка Максима           | вулиця   | Щорса, Желєзнякова                                                                                 | Хотінь      |
| Заньковецької               | вулиця   | | Підгірки    |
| Зарічна                     | вулиця   | | Хотінь      |
| Зелена                      | вулиця   | | Підгірки    |
| Івано-Франківська           | вулиця   | Терешкової, Ніколаєвої-Терешкової, Терешкової                                                      | Підгірки    |
| Івасюка Володимира          | вулиця   | | Височанка   |
| Калнишевського Петра        | вулиця   | Блюхера                                                                                            | Баня        |
| Каракая                     | вулиця   | Дуброва                                                                                            | Середмістя  |
| Карманського Петра          | вулиця   | Багниста, Маяковського                                                                             | Загір'я     |
| Кармелюка Устима            | вулиця   | | Загір'я     |
| Кибальчича Миколи           | вулиця   | Ціолковського                                                                                      | Загір'я     |
| Київська                    | вулиця   | Шевченка                                                                                           | Хотінь      |
| Климишина Миколи            | вулиця   | Баумана, Скрипника                                                                                 | Баня        |
| Княгині Ольги               | вулиця   | | Хотінь      |
| Кобиляка                    | вулиця   | Бічна Свердлова                                                                                    | Загір'я     |
| Кобилянської Ольги          | вулиця   | | Височанка   |
| Кобринської Наталії         | вулиця   | | Підгірки    |
| Ковжуна Павла               | вулиця   | Яна Собеського, Урядова, Ватутіна                                                                  | Середмістя  |
| Козацька                    | вулиця   | Леніна, Дімітрова                                                                                  | Хотінь      |
| Козоріса Михайла            | вулиця   | Добрівлянська, Ворошилова, Чкалова                                                                 | Середмістя  |
| Колесси Філарета            | вулиця   | Павлова                                                                                            | Височанка   |
| Коломийця Михайла           | вулиця   | ЧеховаЧехов Антон Павлович                                                                         | Височанка   |
| Коновальця Євгена           | вулиця   | Корякова                                                                                           | Новий Калуш |
| Копальняна                  | вулиця   | | Височанка   |
| Коперника Миколая           | вулиця   | | Підгірки    |
| Академіка Корольова Сергія  | вулиця   | | Загір'я     |
| Коротка                     | вулиця   | | Загір'я     |
| Коса Андрія                 | вулиця   | | Хотінь      |
| Косарчина Ярослава          | вулиця   | | Загір'я     |
| Космонавтів                 | вулиця   | | Новий Калуш |
| Костельна                   | вулиця   | Конопніцької, Костельна, Хрущова, Галана                                                           | Середмістя  |
| Костомарова Миколи          | вулиця   | Корнійчука                                                                                         | Хотінь      |
| Котляревського Івана        | вулиця   | | Загір'я     |
| Коцюбинського Михайла       | вулиця   | Шевченка, Городова                                                                                 | Середмістя  |
| Кривоноса Максима           | вулиця   | Гірнича, Піонерська                                                                                | Височанка   |
| Крип'якевича Івана          | вулиця   | Поповича                                                                                           | Загір'я     |
| Кропивницького Марка        | вулиця   | Татарська, Островського                                                                            | Загір'я     |
| родини Крушельницьких       | вулиця   | Серафимовича                                                                                       | Височанка   |
| Куліша Пантелеймона         | вулиця   | | Підгірки    |
| Кульчицької Олени           | вулиця   | Ілліча                                                                                             | Підгірки    |
| Купчинського Романа         | вулиця   | Сєчєнова                                                                                           | Височанка   |
| Курбаса Леся                | вулиця   | Гаврилюка                                                                                          | Височанка   |
| Куриласа Осипа              | вулиця   | Шишкіна                                                                                            | Підгірки    |
| Куровця Івана               | вулиця   | | Підгірки    |
| Левицької-Басараб Ольги     | вулиця   | Нова, Лермонтова                                                                                   | Середмістя  |
| Лемківська                  | вулиця   | Вигонова, Нахімова                                                                                 | Новий Калуш |
| Лепкого Богдана             | вулиця   | Вузька, Шевцової                                                                                   | Баня        |
| Лисенка Миколи              | вулиця   | | Загір'я     |
| Литвина                     | вулиця   | Капусти                                                                                            | Новий Калуш |
| Лімницька                   | вулиця   | | Хотінь      |
| Лісний                      | провулок | | Підгірки    |
| Луки Загірські              | вулиця   | Сіножаті Загірські, Луки Загірські, Франка                                                         | Загір'я     |
| Львівська                   | вулиця   | Об'їздова                                                                                          | Хотінь      |
| Людкевича Станислава        | вулиця   | Шолохова                                                                                           | Височанка   |
| Маковея Осипа               | вулиця   | | Хотінь      |
| Малицької Костянтини        | вулиця   | | Новий Калуш |
| Марка Вовчка                | вулиця   | | Височанка   |
| Мартинця Гната              | вулиця   | Королівка, Папанінців                                                                              | Загір'я     |
| Мартинця Ярослава           | вулиця   | Грибоєдова                                                                                         | Височанка   |
| Мартовича Леся              | вулиця   | | Підгірки    |
| Марченка                    | вулиця   | Преображенського, Семирічки                                                                        | Новий Калуш |
| Медична                     | вулиця   | | Підгірки    |
| Мельника Ярослава           | вулиця   | 1 травня                                                                                           | Загір'я     |
| Мечникова                   | вулиця   | | Підгірки    |
| Панаса Мирного              | вулиця   | | Загір'я     |
| Миру                        | вулиця   | | Хотінь      |
| Міцкевича Адама             | вулиця   | Проста                                                                                             | Середмістя  |
| Млинівка                    | вулиця   | | Загір'я     |
| Могильницького Антіна       | вулиця   | Вірло                                                                                              | Підгірки    |
| Молодіжна                   | вулиця   | | Новий Калуш |
| Мостиська                   | вулиця   | Мостиська, Інтернаціональна                                                                        | Новий Калуш |
| Ярослава Мудрого            | вулиця   | | Хотінь      |
| Наливайка Северина          | вулиця   | | Загір'я     |
| Незалежності                | бульвар  | Болотна, Мазепи, Болотна, Дзержинського                                                            | Новий Калуш |
| Нечая Данила                | вулиця   | доктора Ґольдмана, Артема                                                                          | Середмістя  |
| Нижанківського Богдана      | вулиця   | Замкнена, Хотінська, Некрасова                                                                     | Загір'я     |
| Новаківського Олекси        | вулиця   | Польова                                                                                            | Височанка   |
| Новацька                    | вулиця   | Ілліча                                                                                             | Підгірки    |
| Об'їзна                     | вулиця   | | Новий Калуш |
| Олеся Олександра            | вулиця   | Мересьєва                                                                                          | Хотінь      |
| Орищака                     | вулиця   | Електровні, Потічна, Свердлова                                                                     | Загір'я     |
| Орлика Пилипа               | вулиця   | Жукова                                                                                             | Хотінь      |
| Осмомисла Ярослава          | вулиця   | Невського                                                                                          | Загір'я     |
| Павлика Михайла             | вулиця   | Болотна, Мазепи, Болотна, Дзержинського                                                            | Новий Калуш |
| Палідовича Михайла          | вулиця   | Кузнєцова                                                                                          | Височанка   |
| Паліїва Дмитра              | вулиця   | Колонія, Познанська, Черняховського                                                                | Баня        |
| Паркова                     | вулиця   | | Загір'я     |
| Пачовського Михайла         | вулиця   | Чернишевського                                                                                     | Височанка   |
| Пекарська                   | вулиця   | Фрунзе                                                                                             | Середмістя  |
| Петлюри Симона              | вулиця   | Волкова                                                                                            | Підгірки    |
| Петрушевича Євгена          | вулиця   | Стара Торговиця, Мікояна, Кошового                                                                 | Середмістя  |
| Писарська                   | вулиця   | Писарська, 9 травня                                                                                | Загір'я     |
| Підвальна                   | вулиця   | Підвальна, Жданова                                                                                 | Середмістя  |
| Підгірянки Марійки          | вулиця   | Галана № 1, Ванди Василевської                                                                     | Хотінь      |
| Підгорецька                 | вулиця   | Провіденцева                                                                                       | Підгірки    |
| Підкови Івана               | вулиця   | | Височанка   |
| Гетьмана Полуботка Павла    | вулиця   | Малиновського                                                                                      | Хотінь      |
| Польова                     | вулиця   | | Височанка   |
| Помаранчевої революції      | вулиця   | | Середмістя  |
| Похила                      | вулиця   | Фадєєва                                                                                            | Височанка   |
| Привокзальна                | вулиця   | Доїздова, Орджонікідзе                                                                             | Середмістя  |
| Проектна                    | вулиця   | | Підгірки    |
| Промислова                  | вулиця   | | Новий Калуш |
| Олени Пчілки                | вулиця   | Святої Анни, Лесі Українки                                                                         | Новий Калуш |
| Рильського Максима          | вулиця   | Галана                                                                                             | Хотінь      |
| Ринкова                     | вулиця   | | Новий Калуш |
| Робітнича                   | вулиця   | Робітнича, Радянська                                                                               | Баня        |
| Рожанського Гната           | вулиця   | | Загір'я     |
| Роксолани                   | вулиця   | | Загір'я     |
| Романенка                   | вулиця   | | Загір'я     |
| Рубчака Івана               | вулиця   | | Середмістя  |
| Руданського Степана         | вулиця   | | Хотінь      |
| Руставелі Шота              | вулиця   | Цвинтарна, Пільна                                                                                  | Загір'я     |
| Руська                      | вулиця   | Руська, Тимошенка, Матросова                                                                       | Новий Калуш |
| Савчина Петра               | вулиця   | Дружби                                                                                             | Загір'я     |
| Сагайдачного Петра          | вулиця   | Підмихайлецька, Котовського                                                                        | Загір'я     |
| Садова                      | вулиця   | | Підгірки    |
| Саксаганського Панаса       | вулиця   | | Підгірки    |
| Самчука Уласа               | вулиця   | Бєдного                                                                                            | Височанка   |
| Святої Варвари              | вулиця   | Святої Варвари, Панфіловців                                                                        | Височанка   |
| Симиренка                   | вулиця   | Тімірязєва                                                                                         | Середмістя  |
| Сівецька                    | вулиця   | Сівецька, Молотова, Семанишина                                                                     | Середмістя  |
| Сірка Івана                 | вулиця   | Кожедуба                                                                                           | Височанка   |
| Січинського Дениса          | вулиця   | Замкова, Поштова, Гуцуляка                                                                         | Середмістя  |
| Січових Стрільців           | вулиця   | 40 років жовтня                                                                                    | Новий Калуш |
| Сковороди Григорія          | вулиця   | Перемоги                                                                                           | Хотінь      |
| Сліпого Йосифа              | вулиця   | | Хотінь      |
| Смольського Григорія        | вулиця   | Вірло                                                                                              | Підгірки    |
| Сонячна                     | вулиця   | Соняшна, Черемшини                                                                                 | Височанка   |
| Сосюри Володимира           | вулиця   | | Підгірки    |
| Сохацького                  | вулиця   | Ковпака, Мічуріна                                                                                  | Загір'я     |
| Спортивна                   | вулиця   | | Хотінь      |
| Срібняка                    | вулиця   | За тором, Суворова                                                                                 | Новий Калуш |
| Старицького Михайла         | вулиця   | | Підгірки    |
| Стебельських                | вулиця   | | Підгірки    |
| Олени Степанівни            | вулиця   | Курченко                                                                                           | Хотінь      |
| Степова                     | вулиця   | | Хотінь      |
| Стефаника Василя            | вулиця   | На жолобах, Андреєва                                                                               | Середмістя  |
| Стрілецька                  | вулиця   | Бічна Вірло                                                                                        | Підгірки    |
| Стуса Василя                | вулиця   | 50р. ВЛКСМ                                                                                         | Новий Калуш |
| Сухомлинського Василя       | вулиця   | Луначарського                                                                                      | Баня        |
| Тарнавського Мирона         | вулиця   | Ковпака                                                                                            | Підгірки    |
| Тисовського Олександра      | вулиця   | Отверта, Руднєва                                                                                   | Новий Калуш |
| Тихого Олекси               | вулиця   | 23 з'їзду КПРС                                                                                     | Новий Калуш |
| Тичини Павла                | вулиця   | | Підгірки    |
| Тіниста                     | вулиця   | Паризької Комуни                                                                                   | Новий Калуш |
| Тобілевича Івана            | вулиця   | | Загір'я     |
| Трублаїні Миколи            | вулиця   | | Височанка   |
| Труша Івана                 | вулиця   | Блока                                                                                              | Хотінь      |
| Лесі Українки               | проспект | пр. Леніна                                                                                         | Новий Калуш |
| Українська                  | вулиця   | Ворошилова                                                                                         | Середмістя  |
| Фабрична                    | вулиця   | Фабрична, Гастелло                                                                                 | Баня        |
| Фегонівка                   | вулиця   | Фегонівка, Різнича, Крупської                                                                      | Середмістя  |
| Федьковича Юрія             | вулиця   | | Загір'я     |
| Академіка Філатова          | вулиця   | Вид, Жвірки і Вигули, Безімянна                                                                    | Середмістя  |
| Братів Фільчинських         | вулиця   | Галицька, Орджонікідзе, Галицька, Рокосовського, Павлика Морозова                                  | Середмістя  |
| Фінська                     | вулиця   | Кулагіна, Семирічки, Зелена                                                                        | Новий Калуш |
| Франка Івана                | вулиця   | Шкільна, Малецького, Шкільна, Гагаріна                                                             | Середмістя  |
| Хіміків                     | вулиця   | | Новий Калуш |
| Хмельницького Богдана       | вулиця   | Матіївка                                                                                           | Новий Калуш |
| Кузьми Хобзея               | вулиця   | Глінки                                                                                             | Баня        |
| Хоткевича Гната             | вулиця   | Корнійчука, Фучика                                                                                 | Хотінь      |
| Цеглинського Григорія       | вулиця   | Йосельовича Берка, Рибакова                                                                        | Середмістя  |
| Церковна                    | вулиця   | Церковна, Чапаєва                                                                                  | Загір'я     |
| Марка Черемшини             | вулиця   | Соняшна                                                                                            | Височанка   |
| Чорновола Вячеслава         | вулиця   | Салінарна, Пілсудського, Леніна, Салінарна, Леніна, Шахтарська                                     | Середмістя  |
| Чудова                      | вулиця   | | Хотінь      |
| Марусі Чурай                | вулиця   | | Загір'я     |
| Шашкевича Маркіяна          | вулиця   | Єсєніна                                                                                            | Хотінь      |
| Шевченка Тараса             | вулиця   | Валова, Ожешко, площа Смольки                                                                      | Середмістя  |
| Шептицького Андрея          | майдан   | площа Перемоги                                                                                     | Середмістя  |
| Шкільний                    | провулок | | Новий Калуш |
| Шкрумеляка                  | вулиця   | Шевченко № 1, Добролюбова                                                                          | Хотінь      |
| Шопена                      | вулиця   | | Височанка   |
| Шухевича Романа             | вулиця   | Енгельса                                                                                           | Височанка   |
| Яблунева                    | вулиця   | Радіщева                                                                                           | Височанка   |
| Яремчука                    | вулиця   | | Хотінь      |
| Яцишина                     | вулиця   | | Загір'я     |